# Darmspoeling

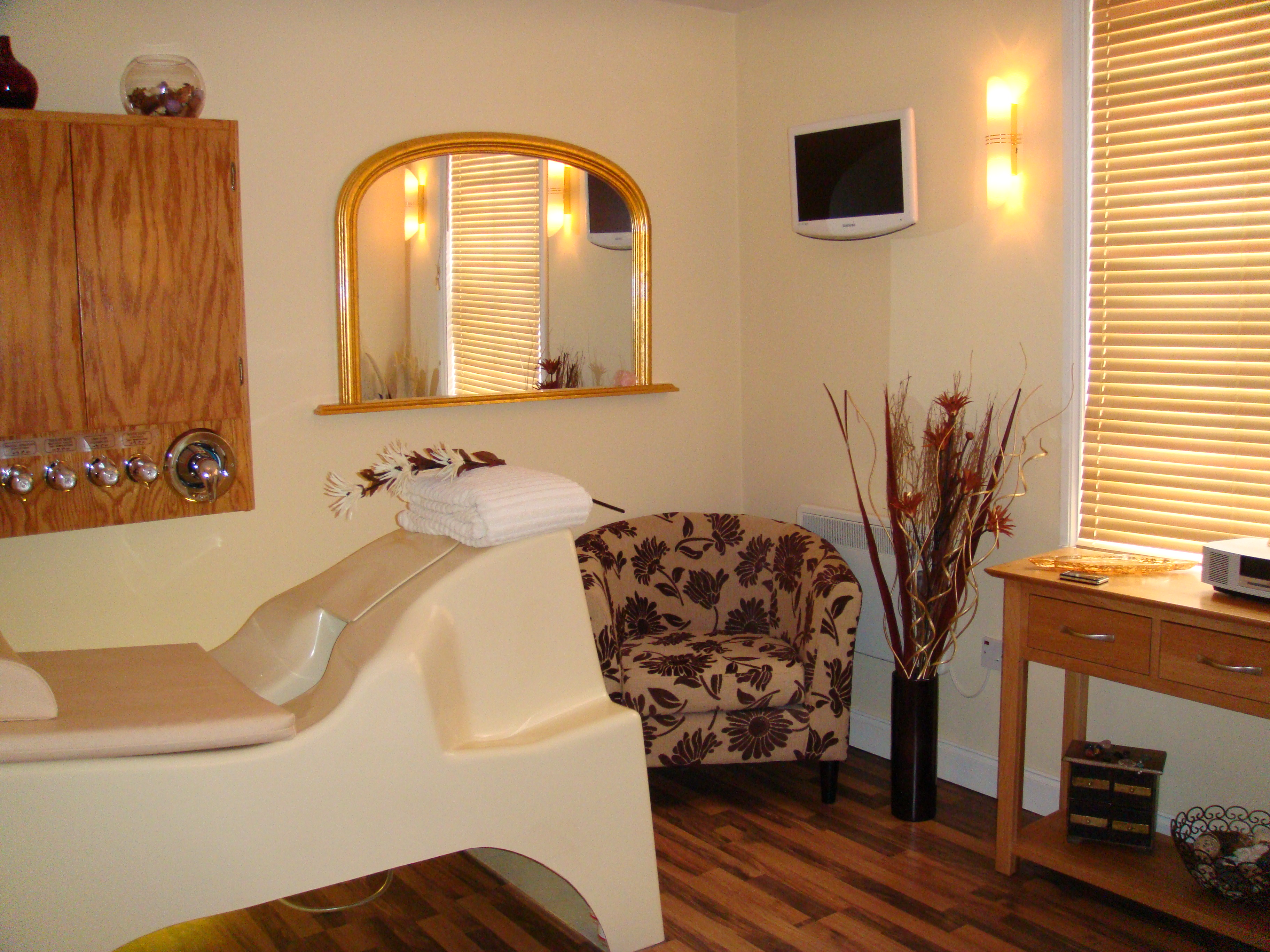
Behandelstoel om een darmspoeling te ondergaan

Een darmspoeling is een lavage of lavement van de darmen. Deze spoeling is een regelmatig toegepaste  verpleegkundige handeling in opdracht van een arts. Hierbij worden door middel van een vloeistof met eventueel daarin opgeloste medicatie de darmen gereinigd en behandeld.

## Methode
Methoden om een darmspoeling te verrichten op medische indicatie:
- orthograde darmspoeling (wash-out)
- hoogopgaand klysma
- klysma

## Indicatie
Er zijn verschillende medische redenen die het voorschrijven van een darmspoeling nodig maken:
- toedienen van medicatie (prednison; pentasa) bij chronische darmontsteking
- ter voorbereiding van darmonderzoek of operatie
- toedienen van medicatie voor aandoeningen elders (resonium bij hoog kalium)
- ernstige vormen van obstipatie.

## Kinderen
Bij darmspoelen van kinderen is de hoeveelheid vloeistof afhankelijk van het lichaamsgewicht, er wordt gerekend met ongeveer 20 ml water per kilogram.

## Niet geneeskundig
Het klisteren door middel van lavementen en dergelijke om andere redenen dan obstipatie of ter voorbereiding van onderzoek of behandeling, wordt door artsen meestal geclassificeerd als kwakzalverij.